# Ægir
Ægir var en hjulångare som byggdes åt danska flottan av Fairbain & Co i London, England år 1841. Hon var Danmarks första kanonbåt med järnskrov. Fartyget var riggat som skonert med två master och hade en ångmaskin på 80 hk som drev de två skovelhjulen. Beväpningen bestod ursprungligen av två 24 pundiga kanoner och en 4 pundig haubits.
Hjulångaren kom till Köpenhamn 12 oktober 1841, under befäl av sjökapten Hans Carl Bodenhoff och seglade senare under Edouard Suensons befäl år 1844–1845. Fartyget användes av kungafamiljen och kungarna Christian VIII och Frederik VII för kortare utflykter åren 1842–1857.
Under en period, 1857–1862, utlånades Ægir till postverket som postfartyg och från 10 juni till 8 oktober 1864 var hon åter i tjänst som örlogsfartyg. Fartyget användes också till sjömätning år 1860 och perioden 1864–1871. Den 5 december 1871 utrangerades Ægir ur flottan och skrotades året efter.